# Jaskinia pod Wierchem
Jaskinia pod Wierchem – jaskinia w Dolinie Miętusiej w Tatrach Zachodnich. Wejście do niej położone jest w ścianie Twardych Spadów opadającej do Wielkiej Świstówki, w pobliżu Jaskini Marmurowej, na wysokości 1773 metrów n.p.m. Długość jaskini wynosi 12 metrów, a jej deniwelacja 4 metry.

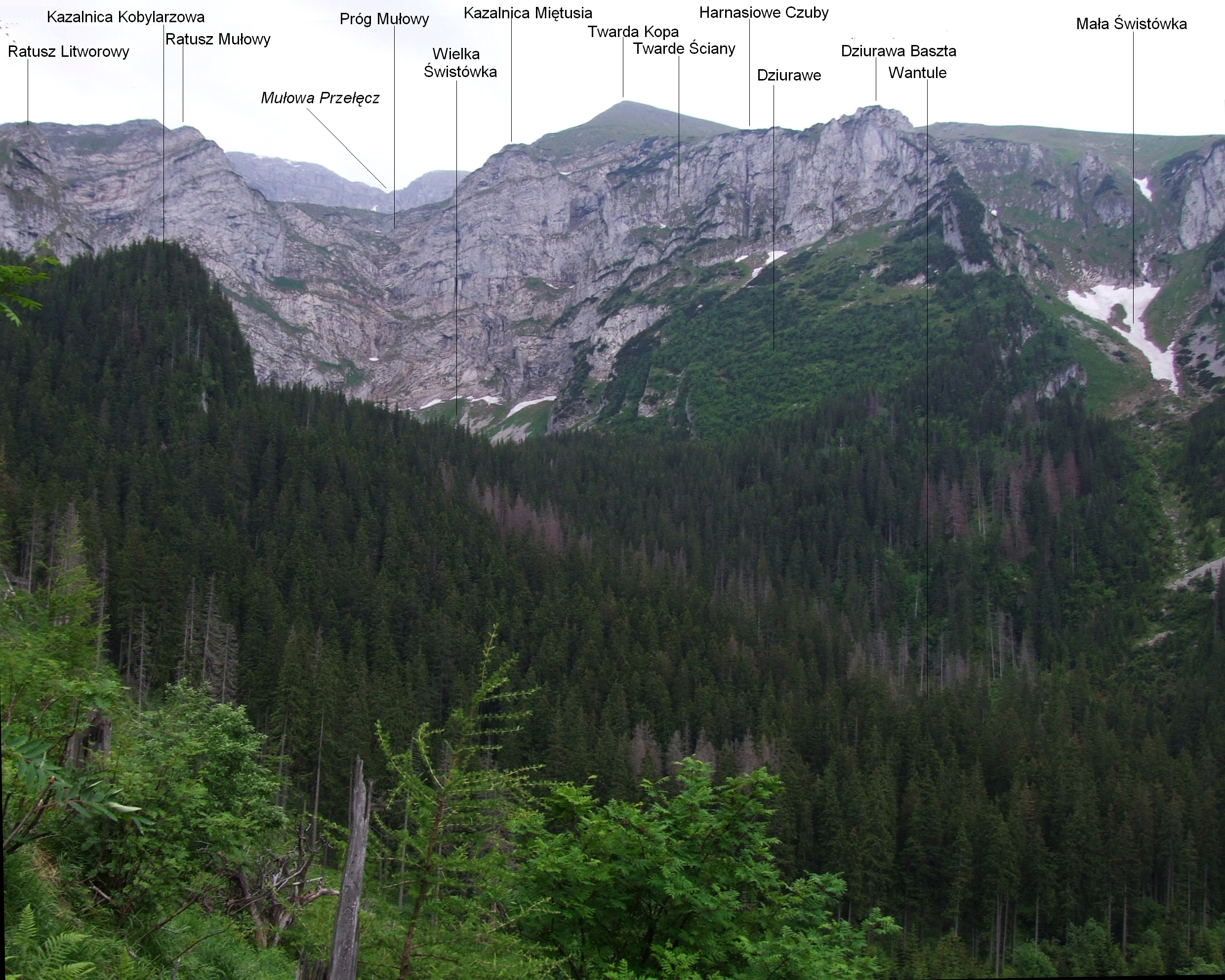
Widok na otoczenie Wielkiej Świstówki

## Opis jaskini
Jaskinię stanowi szczelinowy korytarz zaczynający się w niewielkim otworze wejściowym, a kończący szczeliną nie do przejścia. Mniej więcej w jego połowie znajduje się 2-metrowy prożek i zacisk.

## Przyroda
W jaskini brak jest nacieków. Ściany są mokre, do prożku rosną na nich mchy.

## Historia odkryć
Jaskinię odkryli M. Rutkowski i P. Podobiński w 1971 roku.